# 格林內爾 (愛荷華州)
格林內爾（英語：Grinnell）是一個位於美國愛荷華州保厄希克縣的城市。

## 地理
格林內爾的座標為41°44′37″N 93°43′29″W / 41.74361°N 93.72472°W，而該地的平均海拔高度為309米（即1014英尺）。

## 人口
根據2010年美國人口普查的數據，格林內爾的面積為14.61平方千米，當中陸地面積為14.51平方千米，而水域面積為0.10平方千米。當地共有人口9218人，而人口密度為每平方千米630人。